# Nulla poena sine lege
Немає покарання без закону, який його передбачає, (лат. Nulla poena sine lege) — принцип права, відповідно до якого ніхто не може бути покараний за вчинення чогось, що не заборонено законом. Цей принцип прийнятий і закріплений у сучасних демократичних державах як основа верховенства права.

## Варіанти формулювання максими

### Детальне формулювання
- Nullum delictum, nulla poena sine praevia lege poenali
- Nullum crimen, nulla poena sine praevia lege poenali
- Nullum crimen, nulla poena sine lege praevia

### Скорочено
- Nullum crimene nulla poena sine lege (також Nullum crimene nulla poene sine lege)
- Nullum crimen, nulla poena sine lege
- Nullum crimen sine lege
- Nulla poena sine lege

## Зміст принципу
Максима установлює, що злочин не може бути вчинений і покарання понесене без порушення кримінального законодавства, діючого на момент вчинення злочину. З цього принципу випливає, що застосувати можна лише ту міру відповідальності, яка була закріплена до відповідного злочину на момент його скоєння. Таким чином, не лише існування злочину залежить від наявності попередньо встановленого законодавчого положення (nullum crimen sine praevia lege), але й також можливість застосувати у певному випадку відповідні види покарання, які чинні на момент скоєння злочину, відповідно до законодавчого припису, що визначає можливість застосування санкції за вчинений злочин (nulla poena sine praevia lege).

## Складові вимоги
У сучасному кримінальному праві, відповідно до позиції Конституційного суду Німеччини, принцип немає покарання без закону (nulla poena sine lege) складається з чотирьох окремих вимог.
- Nulla poena sine praevia lege poenali
Немає покарання без попередньо установленого закону. Це забороняє існування законів із зворотною дією та їх ретро застосування. Закріплений Пауль Йоганном Ансельмом Риттером фон Фейербахом у Кримінальному кодексі Баварії в 1813 році[джерело?].

- Nulla poena sine lege scripta
Не існує покарання без писаного закону. Тобто, кримінальні заборони повинні бути затверджені в письмових правових документах загального характеру, зазвичай в законах, прийнятих у формі, відповідно до вимог конституційного права. Це виключає звичаєве право як основу кримінального покарання.

- Nulla poena sine lege certa
Немає покарання без визначеного права. Це передбачає, що кримінальний закон повинен визначити карну поведінку і покарання з достатньою певністю, що дозволить громадянам передбачити конкретні вчинки, за які можна отримати покарання, і поводити себе належним чином. Правило визначає загальний принцип правової визначеності у контексті кримінального права. Воно визнане і закріплене в багатьох національних юрисдикціях, так само, як і у праві Європейського суду, справедливості як «загального принципу права Європейського Союзу[3].

- Nulla poena sine lege stricta
Немає покарання без строгого закону. Це забороняє застосовувати за аналогією законодавчі положення в області кримінального права.

## Закріплення у різних правових системах
Цей принцип закріплено в декількох національних конституціях, а також в ряді міжнародних документів .

### Міжнародне кримінальне право
Цей основоположний принцип права був включений до міжнародного кримінального права. Таким чином воно забороняє зворотну дію закону, що є невигідним для обвинуваченого.
Починаючи з Нюрнберзького процесу, кримінальне законодавство включає заборони, що містяться у міжнародному кримінальному праві, як додаток до вже існуючих у внутрішньому праві. Відтак, кримінальне переслідування стало можливим щодо нацистських військових злочинців і посадовців Німецької Демократичної Республіки, відповідальних за Берлінську стіну, хоча навіть їхні вчинки і були дозволені чи прописані внутрішнім правом. Крім того, суди, розглядаючи такі випадки звернуть увагу на букву закону, навіть у тих режимах, де самі автори закону загалом нехтують його приписами.
Проте, деякі вчені-юристи критикували такий підхід, тому що, як правило, в правових системах континентальної Європи, де постала розглядувана максима, «кримінальне право» розуміється як кримінальне законодавство, з метою створення для особи гарантії, яка розглядатиметься як основоположне право, тобто ця особа не буде притягнута до відповідальності за дію чи бездіяльність, які не вважалися злочином відповідно до законодавства, введеного в дію на момент його учинення, а буде застосоване покарання, закріплене в законі на момент скоєння порушення.
Крім того, навіть якщо вважати, що певні дії заборонені згідно із загальними принципами міжнародного права, критики зазначають, що заборона в загальних принципах не призводить до криміналізації діяння і що норми міжнародного права також не передбачають конкретних покарань за порушення.
Для того, щоб врахувати цю критику, Статут нещодавно створеного Міжнародного кримінального суду передбачає систему, в якій злочин і покарання прямо закріплені у писаному праві, яке має застосовуватися лише до майбутніх справ.

### Англійське загальне право
В англійському кримінальному у праві існують злочини, установлені (криміналізовані) загальним правом. Наприклад, вбивство, досі вважається таким злочином, і воно не має законодавчого визначення. Акт про вбивство 1957 р. не містить визначення поняття «вбивство» (чи будь-якого іншого смертоносного злочину). Внаслідок цього можна було спостерігати, захоплюючу, історію визначення вбивства, що лишалося питанням загального права, яке стало предметом не менш ,як шістьох апеляцій до Палати Лордів протягом наступних 40 років .

## Проблеми застосування
Одна з проблем пов'язана з правотворчими повноваженнями суддів у англо-американській традиції. Навіть у континентальних системах, які не допускають судової правотворчості, не завжди зрозуміло коли, закінчується функція інтерпретації кримінального права і починається судова правотворчість.

### У випадках універсальної юрисдикції
Інколи питання юрисдикції можуть суперечити цьому принципу. Наприклад, звичаєве міжнародне право дозволяє кримінальне переслідування будь-якою країною (застосовуючи універсальну юрисдикцію), навіть, якщо злочин не було скоєно на території країни, де закон вважається порушеним. Схожий принцип застосовувався останніми десятиліттями стосовно трактування злочинів геноциду; і Резолюція Ради Безпеки ООН 1974 ще раз підтвердила положення параграфів 138 та 139 підсумкового документу Всесвітнього Саміту (2005) стосовно відповідальності за захист населення від геноциду, військових злочинів, етнічних чисток і злочинів проти людяності, навіть, якщо держава в якій населення зазнало посягання не визнає це посягання порушенням внутрішнього законодавства. Проте, здається що універсальна юрисдикція не повинна бути істотно розширена на інші злочини, з метою додержання Nulla poena sine lege.

## Дивись також
- Зворотна дія нормативно-правового акта у часі
- Латина у праві
- Правова держава
- Принципи права
- Юридична техніка

## Рекомендована література
- Хилюк, С. В. Nulla poena sine lege як складова принципу законності у практиці європейського суду з прав людини. Науковий вісник Львівського державного університету внутрішніх справ. серія юридична 2 (2013): 334-345.
- Абрамович, Руслана. Еволюція та співвідношення принципів" Nullum crimen sine lege, nulla poena sine lege" та" Ex post facto law"." НАУКОВІ ЗАПИСКИ НаУКМА. Том 129. Юридичні науки (2012).
- Кваша, О. О., and Р. Ш. Бабанли. "Конституційні принципи в нормах кримінального кодексу України." Вісник Луганського державного університету внутрішніх справ імені ЕО Дідоренка 2 (2013): 35-44.
- Погребняк, С. Принцип правової визначеності як загальний принцип права. ББК 67.0 я73 A 45 (2010): 490.
- Хавронюк М. І. Принципи нового Кримінального кодексу України: якими вони можуть бути. [електронний ресурс] / М. І. Хавронюк // Новий Кримінальний Кодекс. - Електронні дані. - 24.11.2020. -